# Рахишева, Татьяна Рахишевна
Татьяна Рахишевна Рахишева (2 октября 1946 г.род Балхашский район, Алматинская область) — советская и казахская актриса театра. Заслуженная артистка Казахской ССР (1991).

## Биография
- Татьяна Рахишева родилась 2 октября 1946 г.род Балхашский район, Алматинская область
- Окончила Московское высшее театральное училище им.М.С.Щепкина (1967 - 1972).
- С 1972 — актриса Жезказганский казахский музыкально-драматический театр имени С. Кожамкулова

## Основные роли на сцене
- Рахишева Татьяна начала трудовую деятельность в 1972 году после окончания Московского высшего театрального училища им.М.Щепкина в новом Тургайском областном музыкально-драматическом театре как одна из его основоположниц. 40 лет работы в одном театре. Создала более 70-ти ролей.
- Ее первая роль – Тенгеш из спектакля М.Ауезова «Айман-Шолпан». А потом была создана прекрасная галерея образов девушек, женщин, матерей: Карагоз, Баян, Кунекей, Асель, Ирида, Айнур, Тоня Туманова, Борте, Бибихан. В каждом образе, созданном Татьяной Рахишевой, отображается ее богатый духовный мир, огромная любовь к сцене, полное владение тайнами сценического мастерства. Поэтому ее актерское мастерство вызывает симпатии зрителей, делает ее роли запоминающимися искренностью исполнения.
- Актриса известна не только драматическими ролями, но и созданием комедийных образов. К примеру, образы Сабиры из спектакля  «Девушки по-неволе», Халилы - «И внашем ауле...», бабы - А.Тарази «Грех», Бибихан - Ф.Булякова «Выходили бабки замуж», Гульбарам -  Т.Нурмаганбетова «Свадьба Кырманбая» получились яркими, красочными, правдивыми настолько сильно, что стали любимыми образами постоянных поклонников театра.

## Награды и звания
- 1986 — Орден «Знак Почёта» (СССР 22.08.1986) (За огромный вклад в развитие и становление театрального искусства)
- 1991 — Присвоено почётное звание «Заслуженная артистка Казахской ССР» (за заслуги в области казахского театрального искусства)
- Награждена Почетной грамотой Министерства культуры Казахской ССР и Республики Казахстан (1978, 1996).